# PK XD
PK XD est un jeu vidéo en ligne multijoueur gratuit de type univers virtuel, développé par le studio brésilien Afterverse Games. Lancé en juillet 2019 sur Android, iOS, Windows et macOS, le jeu permet aux joueurs d'incarner un avatar personnalisable, d'explorer un monde ouvert, de participer à des mini-jeux, de construire et décorer une maison virtuelle, et d'interagir avec d'autres joueurs à l'aide d'un système de communication sécurisé. Le jeu revendique plus de 50 millions d'utilisateurs actifs mensuels en 2022.

## Système de jeu

### Personnalisation
Les joueurs peuvent personnaliser entièrement leur avatar, en choisissant parmi des coiffures, des vêtements, des accessoires et même des montures futuristes ou des effets spéciaux. Le style visuel est volontairement exagéré, coloré et fantastique. Des éléments cosmétiques sont accessibles gratuitement ou achetables via la boutique en jeu.
Le système de construction permet de meubler et décorer l'intérieur de sa maison, avec différents styles architecturaux disponibles. Les objets décoratifs peuvent être obtenus via des récompenses quotidiennes, des événements saisonniers, ou des achats.
La fonction PK XD Builder permet également de personnaliser des îles entières, en y plaçant des éléments de terrain, obstacles ou décors, afin de créer ses propres mini-jeux ou parcours à partager.

### Mode multijoueur
PK XD est un jeu massivement multijoueur. Jusqu’à 30 joueurs peuvent se croiser simultanément dans un même serveur public.
Les interactions sont limitées à l'utilisation d’émoticônes et de messages prédéfinis afin de garantir la sécurité des plus jeunes. Il est aussi possible de visiter la maison d’autres joueurs ou leurs îles créées avec le Builder.
Le jeu favorise l’exploration sociale à travers des danses synchronisées, des défis communautaires et des événements hebdomadaires partagés entre tous les joueurs.

## Développement

### Généralités
PK XD est développé par l'équipe de PlayKids, une application éducative du groupe brésilien Movile. Le projet naît en 2018 avec l'idée de proposer une suite plus sociale et ludique pour les enfants ayant grandi avec PlayKids. PK XD est développé avec le moteur Unity. Il est disponible dans plusieurs langues et utilise un système de traduction automatique des messages prédéfinis pour faciliter la communication entre joueurs internationaux.
Le jeu repose sur un modèle free-to-play avec achats intégrés. Une formule d’abonnement nommée XD Plus permet d’accéder à du contenu exclusif. La sécurité est un point central du jeu : les interactions se font uniquement via des messages prédéfinis pour éviter tout comportement inapproprié.
La version mondiale du jeu est lancée le 12 juillet 2019.
En 2020, le succès du jeu pendant les confinements liés à la pandémie de Covid-19 pousse Movile à créer la filiale Afterverse, dédiée au développement de jeux en ligne. PK XD devient le premier titre du nouveau studio.
À partir de 2022, plusieurs collaborations sont mises en place, notamment avec L.O.L. Surprise!, Miraculous, Hello Kitty et les Bisounours. Ces partenariats renforcent la visibilité du jeu auprès du jeune public.

### Technique
PK XD est compatible avec les smartphones et tablettes Android et iOS, ainsi qu’avec les ordinateurs sous Windows et macOS. Il prend en charge la synchronisation des données via le cloud lorsque le joueur connecte un compte Google ou Apple.
Le jeu bénéficie de mises à jour régulières, environ toutes les deux semaines, qui ajoutent du contenu (costumes, objets, mini-jeux), corrigent des bugs ou lancent de nouveaux événements. L'interface est pensée pour être accessible aux enfants dès 7 ans, avec un design simple, des couleurs vives et une navigation intuitive.
PK XD propose également une gestion des comptes parents/enfants via l’application externe de contrôle parental, ainsi qu’un système de modération automatique basé sur l’analyse des comportements suspects ou des pseudos inappropriés.

## Monétisation
PK XD utilise un modèle économique basé sur la gratuité avec achats intégrés. Le jeu dispose de deux monnaies principales : les pièces et les gemmes. Celles-ci permettent d'acquérir des objets cosmétiques pour l'avatar, des meubles, des costumes ou encore des accessoires pour les animaux domestiques virtuels. 
Les joueurs peuvent gagner ces devises en réalisant des mini-jeux, en accomplissant des quêtes quotidiennes, ou en payant via des microtransactions. 
Depuis 2021, un abonnement mensuel nommé XD Plus permet aux abonnés de recevoir chaque jour des gemmes, d’accéder à du contenu exclusif, de supprimer les publicités, et de débloquer des options de personnalisation avancées.

## Accueil
Le jeu est bien accueilli par le public cible. Il reçoit le badge "Choix de la rédaction" sur le Google Play et dépasse le milliard de téléchargements cumulés. Il est considéré comme une alternative plus encadrée à des plateformes comme Roblox ou Minecraft, bien qu'il propose une liberté de création plus limitée.
Un article de Medium explore les impacts de PK XD sur les enfants, questionnant son rôle éducatif et ses limites face à une exposition prolongée au métavers.
Sur TapTap, PK XD est noté 4,6/5 par les joueurs, qui saluent sa fluidité et ses événements fréquents.
Afterverse a mis en place un programme "Creators" regroupant plus de 150 créateurs de contenu. Le jeu est particulièrement populaire en Amérique latine, au Moyen-Orient et en Europe de l'Est.